# Avegno Gordevio
Avegno Gordevio é uma comuna da Suíça, situada no distrito de Vallemaggia, no cantão de Ticino. Tem 27,4 km² de área e sua população em 2018 foi estimada em 1.519 habitantes.
Foi criada em 20 de abril de 2008, a partir da fusão das antigas comunas de Avegno e Gordevio.